# Prefektura Šiga

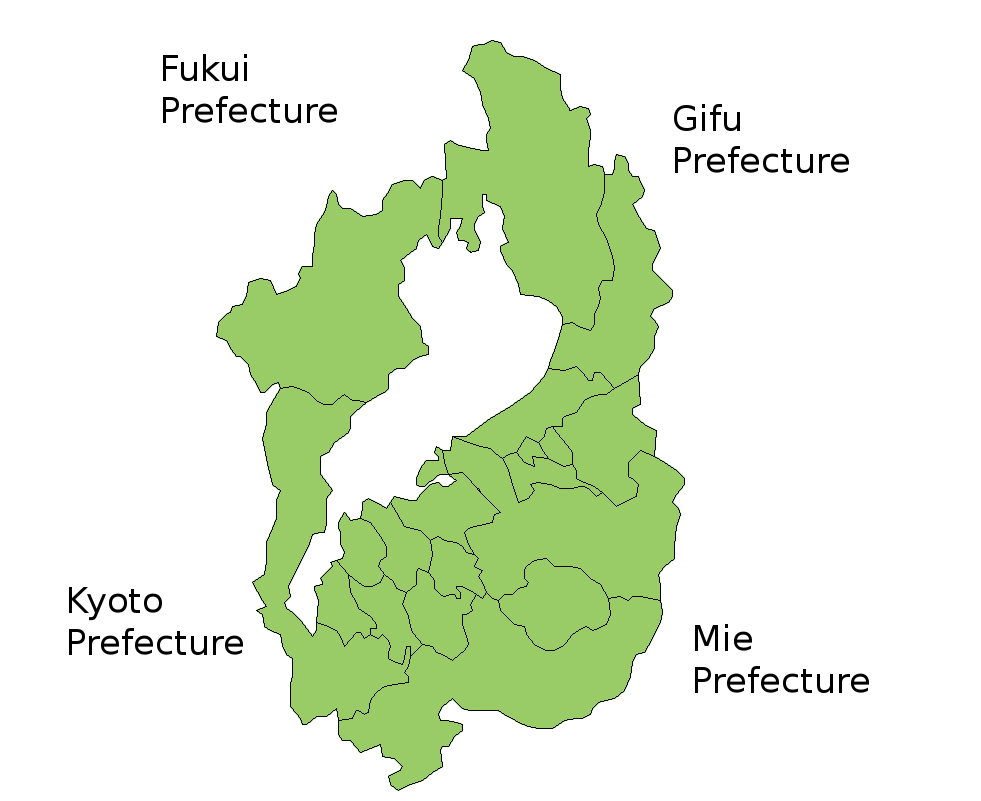
Mapa prefektury Šiga

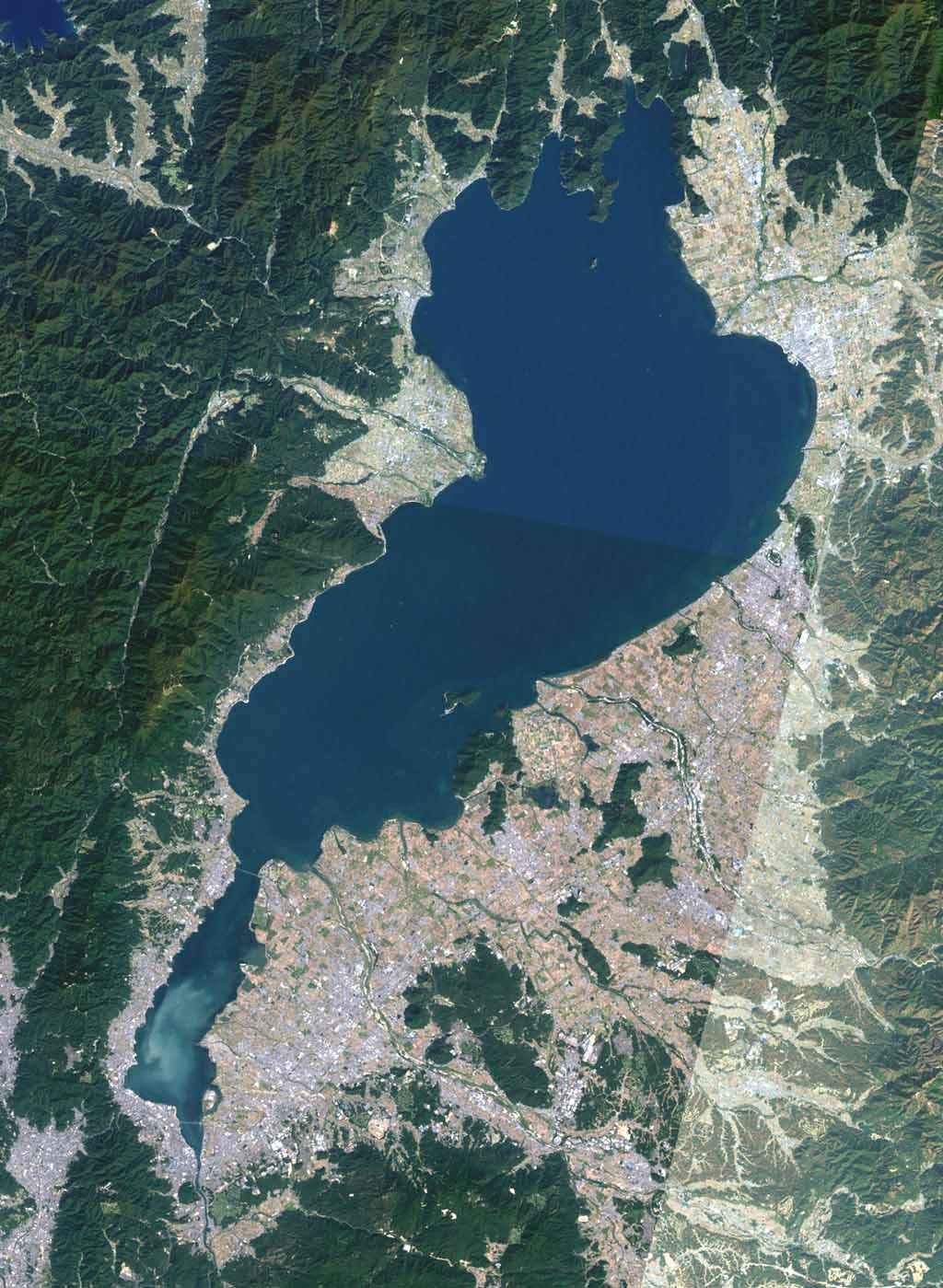
Jezero Biwa na satelitním snímku

Prefektura Šiga (japonsky: 滋賀県, Šiga-ken) je jednou ze 47 prefektur Japonska. Nachází se v regionu Kansai na ostrově Honšú. Hlavním městem je Ócu.
Prefektura má rozlohu 4 017,36 km² a k 1. říjnu 2005 měla 1 380 343 obyvatel.

## Historie
Na území prefektury Šiga se až do reforem Meidži rozkládala provincie Ómi.

## Geografie
Prefektura Šiga sousedí na severu s prefekturou Fukui, na východě s prefekturou Gifu, na jihovýchodě s prefekturou Mie a na západě s prefekturou Kjóto.
Uprostřed prefektury se rozkládá největší japonské jezero Biwa (琵琶湖 Biwako), zabírá celou jednu šestinu celkové rozlohy prefektury.

### Města
V prefektuře Šiga leží 13 velkých měst (市, ši):
| - Higašiómi (東近江) - Hikone (彦根) - Jasu (野洲) - Kóka (甲賀) - Konan (湖南) | - Kusacu (草津) - Maibara (米原) - Morijama (守山) - Nagahama (長浜) | - Ócu (大津 hlavní město) - Ómihačiman (近江八幡) - Rittó (栗東) - Takašima (高島) |